# Tro Bro Léon

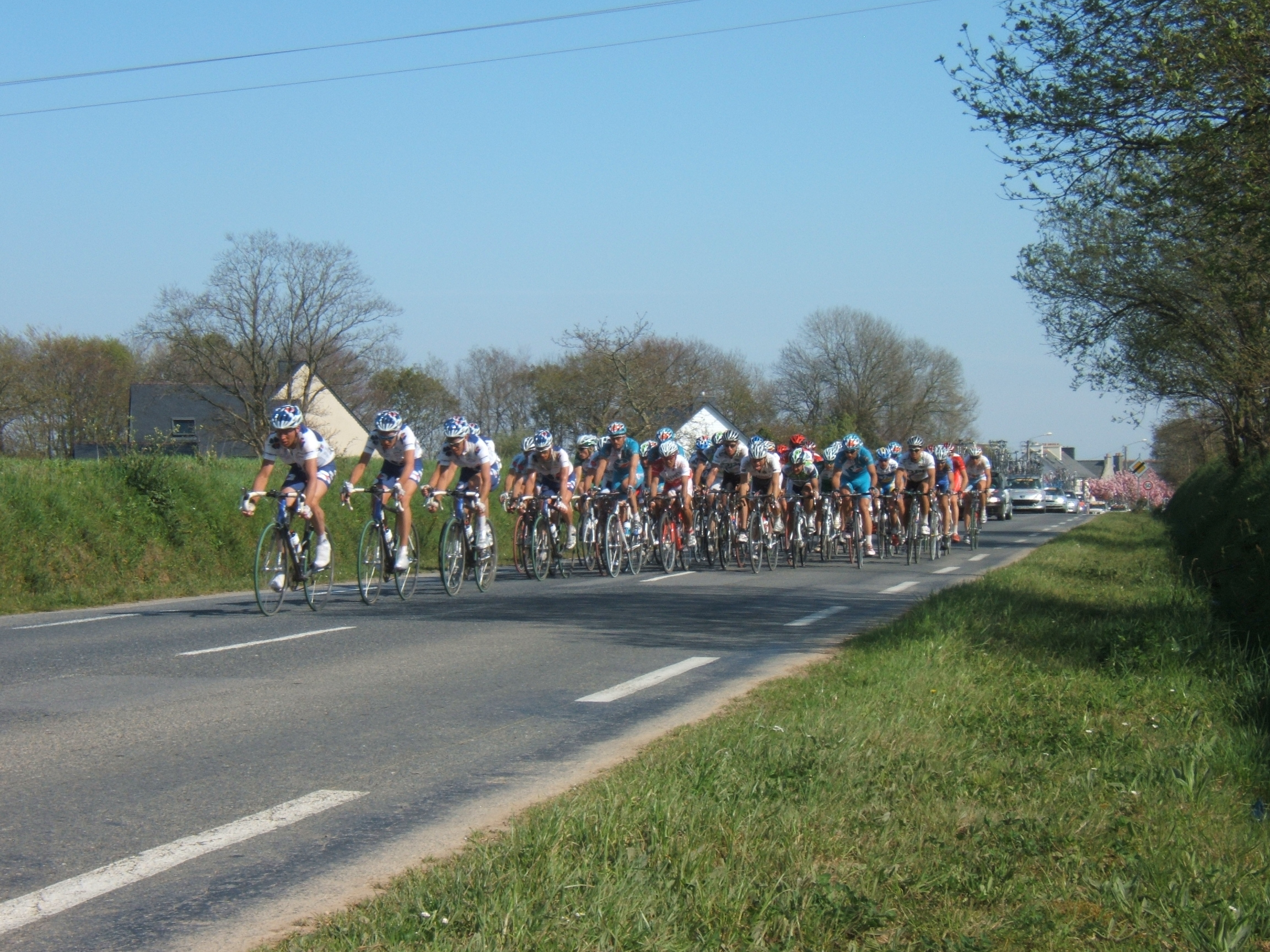
Peloton in de Tro Bro Léon 2004

De Tro Bro Léon is een eendagswielerwedstrijd die sinds 1984 jaarlijks wordt verreden in en rond de Franse stad Lannilis, in de Finistère. De wedstrijd is sinds 2020 onderdeel van de UCI ProSeries. Ook is de wedstrijd opgenomen in de Coupe de France.
De wedstrijd geniet vooral bekendheid vanwege de onverharde stroken die opgenomen worden in het parcours. Er worden jaarlijks diverse zand- of grindpaden bereden.

## Lijst van winnaars

### Meervoudige winnaars
| Overwinningen | Renner             | Land      | Jaren              |
| ------------- | ------------------ | --------- | ------------------ |
| 3             | Philippe Dalibard  | Frankrijk | 1986 + 1988 + 1989 |
| 2             | Bruno Chemin       | Frankrijk | 1984 + 1985        |
| 2             | Frédéric Delalande | Frankrijk | 1997 + 1998        |
| 2             | Samuel Dumoulin    | Frankrijk | 2003 + 2004        |
| 2             | Saïd Haddou        | Frankrijk | 2007 + 2009        |

### Overwinningen per land
| Overwinningen | Land                                             |
| ------------- | ------------------------------------------------ |
| 31            | Frankrijk                                        |
| 2             | Australië, België, Italië                        |
| 1             | Canada, Denemarken, Estland, Verenigd Koninkrijk |

1984 · 1985 · 1986 · 1987 · 1988 · 1989 · 1990 · 1991 · 1992 · 1993 · 1994 · 1995 · 1996 · 1997 · 1998 · 1999 · 2000 · 2001 · 2002 · 2003 · 2004 · 2005 · 2006 · 2007 · 2008 · 2009 · 2010 · 2011 · 2012 · 2013 · 2014 · 2015 · 2016 · 2017 · 2018 · 2019 · 2020 · 2021 · 2022 · 2023 · 2024 · 2025